# (Blooper) Bunny
Pour les articles homonymes, voir Blooper.
Pour plus de détails, voir Fiche technique et Distribution.
(Blooper) Bunny est un cartoon de la série Merrie Melodies. Il est réalisé par Greg Ford et Terry Lennon en 1991 par les studios Warner Bros. Animation. Il met en scène Bugs Bunny, Daffy Duck, Elmer Fudd et Sam le pirate. La première diffusion était prévue pour le cinéma mais il sortit en réalité six années plus tard, et sur le réseau télévisé des États-Unis.

## Synopsis
Bugs Bunny fête ses 51½ ans de succès en faisant un show de music-hall qui le met en scène avec quelques-uns des principaux personnages des Looney Tunes : Daffy Duck, Elmer Fudd et Sam le pirate. Les plus grands magazines lui consacrent leurs couvertures (les titres utilisés sont des jeux de mots).
Devant son public, Bugs sort des coulisses et se met à danser et faire des claquettes avec une canne et un chapeau de paille. Le canard Daffy Duck vient le rejoindre et fait comme lui. Le chasseur Elmer Fudd arrive en dansant puis les menace d'un fusil... de clown, qui tire un drapeau avec un « Bang ! » écrit dessus. 
Le gros gâteau d'anniversaire descend du plafond à l'aide de cordes. Sam le pirate, à l'intérieur, allume les bougies qui s'avèrent être des fusées de feu d'artifice. Les trois comparses souhaitent alors leurs meilleurs vœux à Bugs, qui en devient modeste et dit « Je suis si peu important ». Le réalisateur semble aussitôt le prendre au mot, et termine brutalement le dessin animé avec le panneau de fin habituel (That's all, Folks).
Mais suit le making-of du film, avec tous ses ratés coupés au montage. Un panneau brandi par un technicien donne le titre : « The Making of Bugs Bunny's 51½ Anniversary Spectacular ». On voit Bugs Bunny répéter au piano et travailler sa phrase finale « Je suis si peu important » sur tous les tons.
Sam est accroché à une grue pour être placé délicatement dans le gâteau, mais y tombe brutalement en tirant des coups de feu de ses deux revolvers. Dans sa petite loge, Elmer se met une lotion capillaire en espérant faire repousser sa chevelure, et coiffe ses trois derniers cheveux. Daffy répète son rôle un peu plus loin en râlant contre la production.
Arrivent les premières prises d'images, et les ratés. D'abord, le disque de musique s'enraye en plein milieu de la danse de Bugs. Il demande ce qui se passe en disant sa fameuse formule « What's up, Doc? », ce qui fait rire le réalisateur et le producteur. Alors qu'il sort de la scène, Bugs commente sa phrase d'un « monotone, n'est-ce pas ? », ce qui fait rire à nouveau les deux personnes. À la seconde prise, Bugs s'arrête brusquement parce qu'une planche de la scène n'est pas bien fixée et pourrait blesser son partenaire danseur. Il suggère de jouer un peu plus en arrière de la scène et d'approcher la caméra. À la troisième répétition, Bugs loupe la canne qui lui est jetée trop loin ; puis le lanceur de canne dans les coulisses ne la lance pas assez fort, et à la fois suivante il n'y a plus personne pour lancer la canne mais on envoie une perche avec un micro. Daffy monte alors sur la scène pour protester face au lapin : dans son contrat, il n'est pas spécifié qu'il doit lancer une canne au lapin (c'était donc lui le lanceur), et quelqu'un d'autre doit le faire. À la prise suivante, Daffy fait son entrée en même temps que Bugs et l'accompagne de très près dans sa danse, et se place en avant de Bugs. Le réalisateur, excédé, fait interrompre la prise. Ce qui déçoit profondément Daffy, lui qui avait imaginé cette « amélioration ». Dans le nouvel essai, le canard se fait attendre pour son entrée : il est aux toilettes. Le canard se précipite après avoir tiré la chasse d'eau, mais il est trop tard.
La prise suivante semble bien se passer. Cependant, le fusil d'Elmer est un vrai et tire une balle, que Bugs et Daffy évitent de justesse (Daffy s'est quand même fait brûler le haut du crâne). Elmer explique qu'il s'agissait d'une surprise pour l'anniversaire, où il aurait (enfin !) réussi à tuer ses proies favorites. Daffy explose d'indignation, demande que la caméra continue de tourner pour enregistrer l'infamie, et échange le fusil contre un faux. Dans son discours énervé où il assigne Elmer en justice, il se prend le pied dans la fameuse planche mal fixée de la scène et celle-ci le frappe dans la figure, le bec traversant la planche. La scène est coupée juste au moment où Daffy exprime une injure. Suit une autre prise, avec Bugs dansant avec Daffy... qui a toujours la planche autour du bec. Bugs lui montre son état à l'aide d'un petit miroir qu'il sort de sa pelisse. Daffy s'extrait de la planche mais enlève incidemment son bec (gag récurrent). Par la suite, c'est Sam qui fait rater la prise en faisant une mauvaise mine. Deux cow-girls viennent le remaquiller et lui redonner le sourire, mais il le perd quand on lui parle de ce lapin qu'il hait. Il se force cependant à sourire en montrant toutes ses dents. La prise suivante semble être la bonne, sauf que Sam a une des fusées restantes allumée et coincée dans sa ceinture. Il vole alors à travers toute la pièce. Bugs vient à son secours, mais Sam est furieux et dit tout le mal qu'il pense des lapins tout le long du générique de fin. Bugs conclut le film en disant que « ça passera au montage ».

## Fiche technique
- Réalisation : Greg Ford et Terry Lennon
- Scénario : Ronnie Scheib, Greg Ford, Terry Lennon
- Producteur : Greg Ford
- Production : Warner Bros. Animation
- Musique originale : George Daugherty
- Montage : Jim Champin, Rick Gehr
- Effets sonores : Frank Raciti
- Durée : 8 minutes
- Pays : États-Unis
- Langue : anglais
- Distribution : 
  - 1991 : Warner Bros. Pictures USA (TV)
  - 2003 : Warner Home Video vidéo et DVD (USA)
- Format : 35 mm, 1,66 :1, couleur, son stéréo
- Date de sortie : États-Unis : 13 juin 1991 (TV)

## Distribution
- Jeff Bergman : Bugs Bunny, Daffy Duck, Elmer Fudd et Sam le pirate
- Gordon Hunt : narrateur

## Dessinateurs et animateurs
- Bill Franks
- Sharon Alsheimer
- Anne Barrett
- Nancy Beiman
- Eva Bloom
- Alan Bodner
- Kevin Brownie
- Susan Burgos
- Russell Calabrese
- Chris Carrington
- Marylin Carrington
- Ed Cerullo
- Amber Chiarito
- Doug Compton
- Thomas E. Decker
- Rose Eng
- Frank Gabriel
- Mary Grant
- Edna Jacobs
- Karenia Kaminski
- Pat Keppler
- Cotty Kilbanks
- Ed Klein
- Jeff LaFlamme
- Richard Laslo
- Stella Loguirato
- Deborah Lomax
- Levi Louis
- George McClements
- Bob McKnight
- Roger Mejia
- Kimball Miskoe
- Elizabeth Olivier
- Nelson Rhodes
- Larry Ruppel
- Juan Sanchez
- Ann Steindecker
- Louis Tate
- Dick Williams
- Michael Wisniewski
- Dean Yeagle
- Don Poynter
- Kenneth Stytzer

## Production
(Blooper) Bunny a été conçu durant la réalisation de plusieurs dessins animés Looney Tunes destinés à une génération plus jeune et moderne de spectateurs, mais à cause de l'accueil mitigé par le public du long métrage de 2003 Les Looney Tunes passent à l'action (Looney Tunes: Back in Action), la sortie et la réalisation de nouveaux cartoons s'interrompent entre 2004 et 2009.
Le film est une combinaison d'animation en images de synthèse (pour les éléments du décors quand la caméra se déplace, ce qui donne un aspect plus réaliste de caméra portée à la main), et d'animation traditionnelle avec dessin au trait sur celluloïds. C'est une première chez Warner Bros.. Des amorces de bobines de film et des effets de flous ont été ajoutés pour simuler le côté « brut » et les mises au point de la caméra. La première scène des coulisses est un plan-séquence qui dure près d'une minute et demi. Elle est, selon le coréalisateur Greg Ford, l'une des plus longues réalisées dans un dessin animé de cette période.
Le court métrage présente des références directes à d'anciens dessins animés produits par Warner Bros. : on peut voir au cours du plan-séquence le nom de Bosko sur la dernière des cinq loges. C'est le nom du premier héros reconnu des dessins animés de la Warner (ironiquement, la Warner Bros. studio n'avait pas les droits d'auteur sur Bosko à ce moment-là). Au milieu du film, il y a un hommage à la trilogie des dessins animés avec le chasseur Elmer Fudd (dont Rabbit Fire), rendue populaire par Chuck Jones, que Greg Ford tenait en grande estime,. Enfin, à la fin du générique des noms, le thème de One Froggy Evening, une autre création de Chuck Jones, est joué.